# Hűvösvölgyi Péter
Hűvösvölgyi Péter magyar zeneszerző és zenész (gitár, mandolin, buzuki, cümbüs). Pályáját az 1990-es évek derekán a rockos etno-dzsesszt játszó Calliope tagjaként kezdte, majd feleségével, Bonyár Judit énekes-zenésszel megalapították a népzenei és világzenei alapokra építkező Neofolk zenekart, melynek azóta is tagja és zeneszerzője.

## Élete

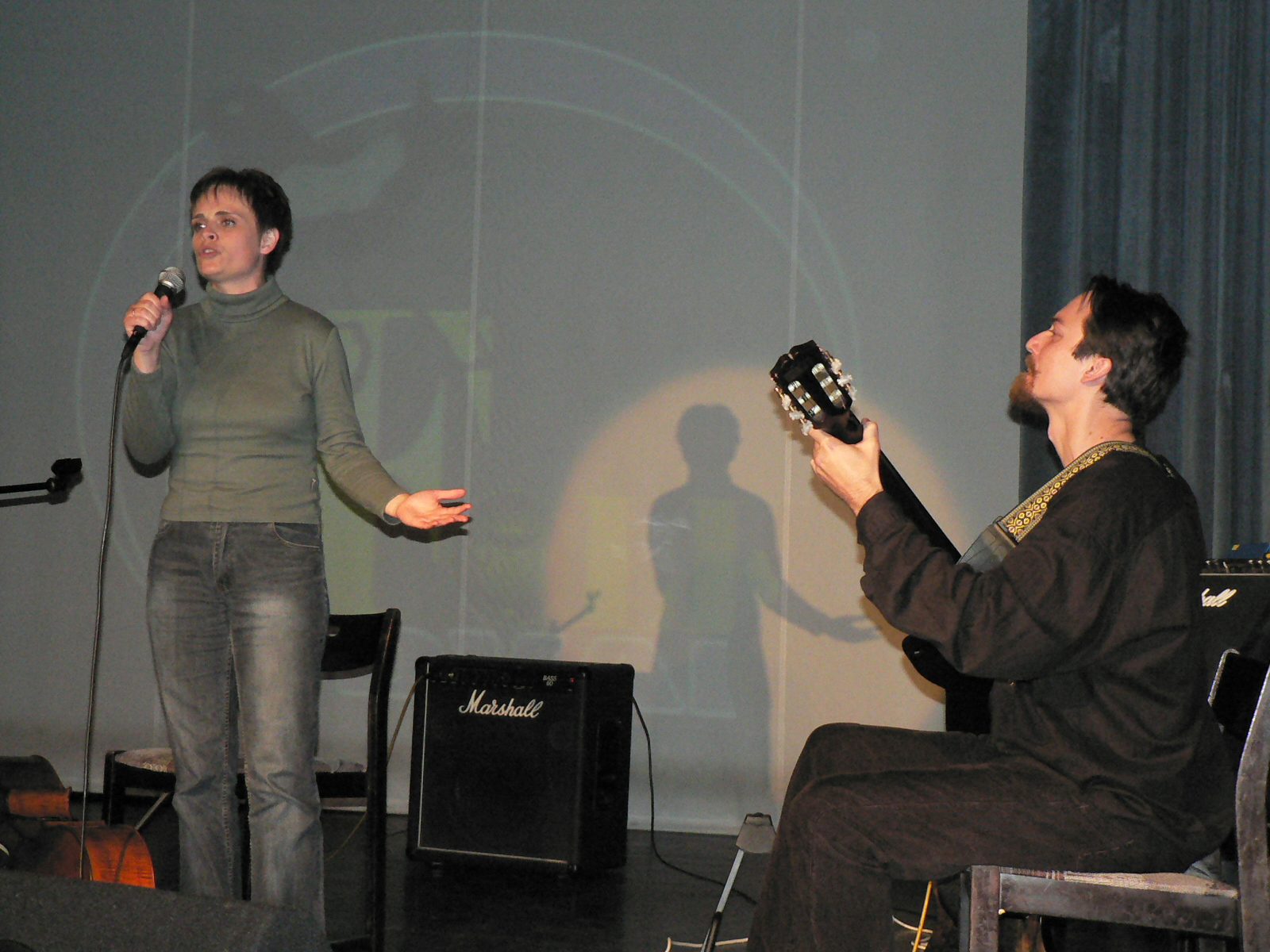
Egy Neofolkos fellépésen feleségével és szerzőtársával, Bonyár Judittal

Az 1990-es évek közepe táján kezdte zenei pályáját a rockos etno-dzsesszt játszó pécsi Calliope együttes alapító tagjaként, amely zenekar a rövid, s a zenéjük színvonalához mérten csekély visszhangú pályája alatt két lemezt jelentetett meg, 1997-ben és 2002-ben. Az együttes feloszlása után Hűvösvölgyi Péter és a másik alaptag, Bonyár Judit (akik akkor már az életben is párt alkottak) új együttes megalapítása mellett döntött, Neofolk néven. A 2004 őszén létrejött formáció a következő év tavaszán Tóth „Csüli” Zoltán dobossal három, majd Gáspár József fafúvós csatlakozásával négy fősre bővült, a zenekar a legnagyobb sikereit ilyen felállásban érte el.
A Neofolk együttesben végzett zeneszerzői és zenészi munka mellett színházi előadásokhoz, gyermekműsorokhoz, táncszínházi produkciókhoz is szereznek zenét. Közreműködője volt a Piaf két arca című zenés színpadi játéknak, melynek premierje 2006-ban volt a Pécsi Harmadik Színházban, de azóta Magyarország számos színpadán, sőt a svédországi Göteborgban is bemutatták. Nemcsak zeneszerzőként, de színészként is részt vett a Prága, főpályaudvar c. darab előadásaiban, melynek első bemutatója 2011. április 7-én volt, ugyancsak a Pécsi Harmadik Színházban. 
Zeneszerző és zenész is volt a Soproni Petőfi Színház Kakasok az Édenben (Ördögölő Józsiás) c. darabjában (2013. március 23.), zeneszerző a Gárdonyi Géza Színház Csongor és Tünde c. produkciójában (2014. február 28.), zenész a Forrás Színházi Műhely Lúdas Matyi és Szivárvány szép kapujában című előadásaiban (2014). Ugyancsak zeneszerzőként és zenészként is részt vesz a Soproni Petőfi Színház A szép Cerceruska (Bonyár Judit – Hűvösvölgyi Péter – Demcsák Ottó, 2015) című darabjainak előadásában, legutóbbi bemutatója pedig 2015. május 12-én volt a Medve Színpad Válaszúton című darabjával, melynek ugyancsak zeneszerzője és zenész közreműködője volt.

## Magánélete
Közeli rokonságban áll Hűvösvölgyi Ildikó színművésszel, néhány produkciójukban közösen is közreműködtek. Két fiúgyermeke van, családjával Jászszentandráson él.

## Díjak
- XX. Kaláka Folkfesztivál tehetségkutató verseny – zenekari fődíj  1999
- A Kaleidoszkóp Versfesztivál díja – 2007 – a Neofolk együttessel, a Weöres és a népidzsessz c. produkcióért
- A Zene.hu szakmai különdíja – 2007 – a Neofolk együttessel, a Weöres és a népidzsessz c. produkcióért
- A Magyar Állami Népi Együttes és a Hagyományok Háza zeneszerzői verseny fődíja – 2008 – Bonyár Judittal megosztva
- Legjobb versmegzenésítés –  Magyar Írószövetség és a Magyar Napló Kiadó – 2017 – Bonyár Judittal megosztva

## Diszkográfia

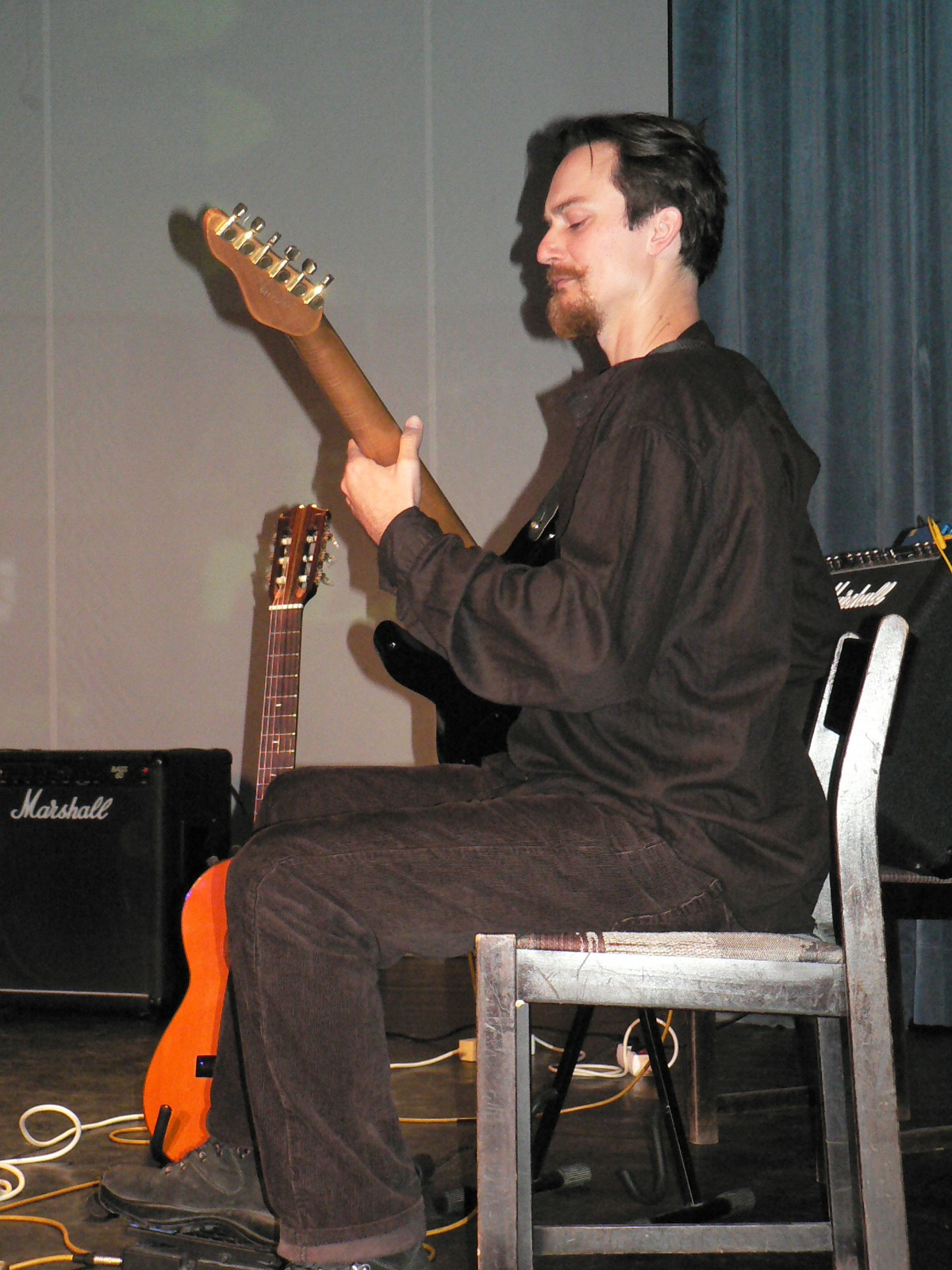
Hűvösvölgyi Péter a Neofolk együttes solymári koncertjén 2006-ban

- 1997: Calliope zenekar – Incognita, Mc (CrossRoads kiadó)
- 2001: Calliope zenekar – Elvirágzik, Cd (szerzői kiadás)
- 2006: NeoFolk zenekar – Kezdet, Cd (szerzői kiadás)
- 2009: NeoFolk zenekar – Babás szerkövek, Cd (szerzői kiadás)
- 2009 Örömtánc válogatás – Tavasz, tavasz Cd (Dr. Média)
- 2013: Gárdonyi a költő – válogatás Cd (Gryllus kiadó)
- 2015: NeoFolk zenekar – Kövecses Cd (szerzői kiadás)
- 2017: Bonyár Judit – Énekek éneke Cd (szerzői kiadás)
- 2018: Bonyár Judit – Egy helyben Cd (szerzői kiadás)